# Saison 1987 de la Ligue canadienne de football
Chronologie
Saison précédente Saison suivante
1987 est la 30e saison de la Ligue canadienne de football et la 104e saison depuis la fondation de la Canadian Rugby Football Union en 1884.

## Événements
Les Alouettes de Montréal, après quelques saisons déficitaires et devant la baisse constante des assistances à Montréal, annoncent le 25 juin qu'il cessent leurs opérations. Les divisions sont alors réaménagées par le déplacement des Blue Bombers de Winnipeg vers la division Est afin d'avoir deux divisions de quatre équipes chacune.
Le format des séries éliminatoires d'avant 1986 est ré-instauré.
La LCF crée le Canadian Football Network pour assurer la télédiffusion de ses matchs.

## Classements
| Clt   | Équipe                   | PJ | V  | D  | N | BP  | BC  | Pts |
| ----- | ------------------------ | -- | -- | -- | - | --- | --- | --- |
| +001, | Blue Bombers de Winnipeg | 18 | 12 | 6  | 0 | 554 | 409 | 24  |
| +002, | Argonauts de Toronto     | 18 | 11 | 6  | 1 | 484 | 427 | 23  |
| +003, | Tiger-Cats de Hamilton   | 18 | 7  | 11 | 0 | 470 | 509 | 14  |
| +004, | Rough Riders d'Ottawa    | 18 | 3  | 15 | 0 | 377 | 598 | 6   |

| Clt   | Équipe                           | PJ | V  | D  | N | BP  | BC  | Pts |
| ----- | -------------------------------- | -- | -- | -- | - | --- | --- | --- |
| +001, | Lions de la Colombie-Britannique | 18 | 12 | 6  | 0 | 502 | 370 | 24  |
| +002, | Eskimos d'Edmonton               | 18 | 11 | 7  | 0 | 617 | 462 | 22  |
| +003, | Stampeders de Calgary            | 18 | 10 | 8  | 0 | 453 | 517 | 20  |
| +004, | Roughriders de la Saskatchewan   | 18 | 5  | 12 | 1 | 364 | 529 | 11  |

## Séries éliminatoires

### Demi-finale de la division Ouest
- 15 novembre : Stampeders de Calgary 16 - Eskimos d'Edmonton 30

### Finale de la division Ouest
- 22 novembre : Eskimos d'Edmonton 31 - Lions de la Colombie-Britannique 7

### Demi-finale de la division Est
- 15 novembre : Tiger-Cats de Hamilton 13 - Argonauts de Toronto 29

### Finale de la division Est
- 22 novembre : Argonauts de Toronto 19 - Blue Bombers de Winnipeg 3

### 75ecoupe Grey
- 30 novembre : Les Eskimos d'Edmonton gagnent 38-36 contre les Argonauts de Toronto au BC Place Stadium à Vancouver (Colombie-Britannique).

## Honneurs individuels
- Trophée Schenley du meilleur joueur : Tom Clements (QA), Blue Bombers de Winnipeg
- Trophée Schenley du meilleur joueur défensif : Greg Stumon (en) (AD), Lions de la Colombie-Britannique
- Trophée Schenley du meilleur joueur de ligne offensive :  Chris Walby (en) (BL), Blue Bombers de Winnipeg
- Trophée Schenley du meilleur Canadien : Scott Flagel (en) (DD), Blue Bombers de Winnipeg
- Trophée Schenley de la meilleure recrue : Gill Fenerty (en) (DO), Argonauts de Toronto